# Bridok, Iemilciîne
Bridok (în ucraineană Брідок) este un sat în comuna Sîmonî din raionul Iemilciîne, regiunea Jîtomîr, Ucraina.

## Demografie
Componența lingvistică a localității Bridok
     Ucraineană (100%)
Conform recensământului din 2001, toată populația localității Bridok era vorbitoare de ucraineană (100%).